# 上普法尔茨地区诺伊马克特
上普法尔茨地区诺伊马克特（官方拼写为，發音：[ˈnɔʏmaʁkt ʔɪn deːɐ̯ ˈʔoːbɐˌpfalts] ⓘ），通称诺伊马克特（德語：Neumarkt），是德国巴伐利亚州上普法尔茨行政区上普法尔茨地区诺伊马克特县的城市，也是上普法尔茨地区诺伊马克特县的县治，面积79.01平方千米，2023年12月31日人口为41,255人。